# Sei Nazioni 2017
Il Sei Nazioni 2017 (in inglese 2017 Six Nations Championship; in francese Tournoi des Six Nations 2017; in gallese Pencampwriaeth y Chwe Gwlad 2017) fu la 18ª edizione del torneo annuale di rugby a 15 tra le squadre nazionali di Francia, Galles, Inghilterra, Irlanda, Italia e Scozia, nonché la 123ª in assoluto considerando anche le edizioni dell'Home Nations Championship e del Cinque Nazioni.
Noto per motivi di sponsorizzazione come 2017 RBS Six Nations Championship a seguito di accordo di partnership commerciale con la Royal Bank of Scotland, si tenne dal 4 febbraio al 18 marzo 2017.
Fu anche l'ultima di 15 edizioni consecutive con tale sponsor, perché RBS annunciò che non avrebbe rinnovato il contratto di naming in scadenza al termine della stagione sportiva.
Si trattò della prima edizione in cui fu adottato il sistema di punteggio dell'Emisfero Sud, analogo a quella utilizzata nel Rugby Championship, per cui furono assegnati 4 punti per la vittoria, 2 per il pareggio, 0 per la sconfitta più un punto supplementare alla squadra che marchi 4 mete o più in un incontro e un ulteriore punto alla squadra che, pur sconfitta, perda con sette punti o meno di scarto; alla squadra che vinca tutte le partite (Grande Slam) il regolamento assegna tre punti extra e la vittoria matematica del torneo.
La vittoria finale andò all'Inghilterra campione uscente, che con tale affermazione, la sua trentottesima, si portò in testa al palmarès della competizione davanti al Galles fermo a trentasette.
Il valore delle marcature, come stabilito dall’IRFB nel 1992, era: 5 punti per ciascuna meta (7 se trasformata), 3 punti per la realizzazione di ciascun calcio piazzato, idem per il drop.
Al termine della stagione sportiva World Rugby (nome nel frattempo assunto dal 2014 dall'IRFB) deliberò l'automatica concessione di 7 punti alla meta tecnica senza più necessità di ricorrere al calcio di trasformazione.

## Avvenimenti
L'Inghilterra, campione uscente, si riconfermò, vincendo i primi quattro incontri e subendo la prima sconfitta nel torneo dal 2015 proprio all'ultima giornata, a primo posto ormai matematicamente acquisito nel turno precedente; se pure non incise sulle sorti del torneo, la sconfitta è rilevante perché, oltre a essere la prima subìta dagli inglesi con Eddie Jones in panchina, impedì loro di conseguire la loro diciannovesima vittoria consecutiva e proseguire una serie iniziata con il 60-3 inflitto all'Uruguay nella Coppa del Mondo 2015, ultima partita della gestione di Stuart Lancaster; nonostante l'interruzione, tuttavia, rimase una serie-record a pari merito con analoga conseguita dalla Nuova Zelanda; a livello statistico è altresì rilevante il penultimo incontro del torneo, Francia ‒ Galles allo Stade de France, durato 100 minuti perché il pallone rimase sempre in possesso francese dallo scadere del tempo fino alla marcatura, venti minuti più tardi, di Damien Chouly che diede la vittoria alla sua squadra; oltre a trattarsi del tempo di recupero più lungo nella storia del Sei Nazioni nonché uno dei più lunghi in assoluto, vi si vide addirittura un giocatore (il gallese Samson Lee) scontarvi per intero il sin bin di dieci minuti (dal primo all'undicesimo minuto oltre l'ottantesimo) e rientrare in campo e terminare la partita.
L'Italia, sconfitta nelle prime due partite interne da Galles e Irlanda, ebbe il suo momento di gloria a Twickenham quando, pur sconfitta dall'Inghilterra, costrinse la squadra isolana a ripetute indiscipline e polemiche con l'arbitro tanto da condurre il primo tempo 10-5; gli inglesi, sorpresi dalla tattica italiana di non andare in ruck per non creare una linea di fuorigioco, chiedevano invano al direttore di gara la punizione ignari che invece il gioco fosse regolare; l'Italia tenne fino a 10 minuti dalla fine quando il fisico dei britannici ebbe la meglio, ma la stampa d'Oltremanica elogiò la maturità tattica degli Azzurri.
Tuttavia la sconfitta per 0-29 contro la Scozia nell'ultima giornata rappresentò il peggior risultato contro gli avversari storici per il penultimo posto e significò il settimo whitewash nel torneo.

## Nazionali partecipanti e sedi
| Squadra     | Città       | Impianto interno   |
| ----------- | ----------- | ------------------ |
| Francia     | Saint-Denis | Stade de France    |
| Galles      | Cardiff     | Millennium Stadium |
| Inghilterra | Londra      | Twickenham         |
| Irlanda     | Dublino     | Aviva Stadium      |
| Italia      | Roma        | Stadio Olimpico    |
| Scozia      | Edimburgo   | Murrayfield        |

## Risultati

### 1ª giornata
| Arbitro: | Romain Poite |

|                         |      |                                     |
| Hogg 8’, 20’ Dunbar 28’ | mt   | 25’ Earls 47’ Henderson 61’ Jackson |
| Laidlaw 8’, 20’, 28’    | tr   | 47’, 61’ Jackson                    |
| Laidlaw 72’, 80’        | c.p. | 33’ Jackson                         |

| Arbitro: | Angus Gardner |

|                                  |      |                    |
| Te’o 70’                         | mt   | 59’ Slimani        |
| O. Farrell 70’                   | tr   | 59’ Lopez          |
| O. Farrell 9’, 22’, 54’ Daly 37’ | c.p. | 7’, 12’, 20’ Lopez |

| Arbitro: | JP Doyle |

|           |      |                                      |
| Gori 28’  | mt   | 60’ J. Davies 66’ Williams 77’ North |
| Canna 28’ | tr   | 61’, 68’, 78’ Halfpenny              |
|           | c.p. | 35’, 45’, 52’, 55’ Halfpenny         |

### 2ª giornata
| Arbitro: | Glen Jackson |

|             |      |                                                                        |
| tecnica 31’ | mt   | 11’, 25’ Earls 17’, 34’, 45’ Stander 67’, 77’, 81’ Gilroy 71’ Ringrose |
| Canna 31’   | tr   | 11’, 17’, 25’, 34’, 45’, 67’, 71’, 77’, 81’ Jackson                    |
| Canna 15’   | c.p. |                                                                        |

| Arbitro: | Jérôme Garcès |

|                        |      |                          |
| L. Williams 37’        | mt   | 17’ B. Youngs 75’ Daly   |
| Halfpenny 37’          | tr   | 75’ O. Farrell           |
| Halfpenny 2’, 22’, 60’ | c.p. | 10’, 55’, 70’ O. Farrell |

| Arbitro: | Jaco Peyper |

|                              |      |                      |
| 30’ Fickou                   | mt   | 16’ Hogg 43’ Swinson |
| 31’ Lopez                    | tr   |                      |
| 6’, 19’, 46’, 71’, 76’ Lopez | c.p. | 35’, 38’ Russell     |

### 3ª giornata
| Arbitro: | John Lacey |

|                                  |      |                    |
| Seymour 43’ Visser 66’           | mt   | 22’ Williams       |
| Russell 43’, 65’                 | tr   | 22’ Halfpenny      |
| Russell 6’, 29’, 40+1’, 54’, 72’ | c.p. | 11’, 33’ Halfpenny |

| Arbitro: | Nigel Owens |

|                             |      |                     |
| Murray 29’                  | mt   |                     |
| Sexton 29’                  | tr   |                     |
| Sexton 45’, 54’ Jackson 75’ | c.p. | 11’, 18’, 73’ Lopez |
| Sexton 49’                  | drop |                     |

| Arbitro: | Romain Poite |

|                                                     |      |                             |
| Cole 23’ Care 43’ Daly 46’ Nowell 69’, 79’ Te’o 72’ | mt   | 39’ Venditti 59’ Campagnaro |
| O. Farrell 47’, 73’, 79’                            | tr   | 40’ Allan                   |
|                                                     | drop | 32’ Allan                   |

### 4ª giornata
| Arbitro: | Wayne Barnes |

|                            |      |                            |
| North 19’, 43’ Roberts 77’ | mt   |                            |
| Halfpenny 43’              | tr   |                            |
| Halfpenny 38’              | c.p. | 6’, 56’ Sexton 26’ Jackson |

| Arbitro: | Ben O'Keeffe |

|                         |      |                                                 |
| Parisse 2’ Esposito 80’ | mt   | 20’ Fickou 47’ Vakatawa 66’ Picamoles 76’ Dulin |
| Canna 80’               | tr   | 20’, 47’, 66’, 76’ Lopez                        |
| Canna 16’, 27’          | c.p. | 8’, 18’, 33’, 42’ Lopez                         |

| Arbitro: | Mathieu Raynal |

|                                                              |      |                            |
| Joseph 2’, 24’, 42’ Watson 34’ B. Vunipola 56’ Care 71’, 80’ | mt   | 28’ Reid 49’, 68’ H. Jones |
| O. Farrell 2’, 24’, 34’, 42’, 56’, 71’, 80’                  | tr   | 28’, 49’, 68’ Russell      |
| O. Farrell 6’, 14’, 31’, 46’                                 | c.p. |                            |

### 5ª giornata
| Arbitro: | Pascal Gaüzère |

|                                              |      |  |
| Russell 27’ Scott 37’ Visser 61’ Seymour 72’ | mt   |  |
| Russell 27’, 61’, 72’                        | tr   |  |
| Hogg 5’                                      | c.p. |  |

| Arbitro: | Wayne Barnes |

|                          |      |                                        |
| Lamerat 6’ Chouly 80+20’ | mt   |                                        |
| Lopez 6’, 80+20’         | tr   |                                        |
| Lopez 15’, 66’           | c.p. | 19’, 27’, 39’, 53’, 64’, 71’ Halfpenny |

| Arbitro: | Jérôme Garcès |

|                 |      |                          |
| Henderson 23’   | mt   |                          |
| Sexton 23’      | tr   |                          |
| Sexton 10’, 62’ | c.p. | 17’, 50’, 66’ O. Farrell |

## Classifica
| Pos | Squadra     | G | V | N | P | PF  | PS  | DP   | BMP | Pt |
| --- | ----------- | - | - | - | - | --- | --- | ---- | --- | -- |
| 1   | Inghilterra | 5 | 4 | 0 | 1 | 146 | 81  | +65  | 3   | 19 |
| 2   | Irlanda     | 5 | 3 | 0 | 2 | 126 | 77  | +49  | 2   | 14 |
| 3   | Francia     | 5 | 3 | 0 | 2 | 107 | 90  | +17  | 2   | 14 |
| 4   | Scozia      | 5 | 3 | 0 | 2 | 122 | 118 | +4   | 2   | 14 |
| 5   | Galles      | 5 | 2 | 0 | 3 | 102 | 86  | +16  | 2   | 10 |
| 6   | Italia      | 5 | 0 | 0 | 5 | 50  | 201 | −151 | 0   | 0  |